# Rodrigo Balam Muñoz Soto
Rodrigo Balam Muñoz Soto (Distrito Federal, México, 14 de noviembre de 1980 ) fue un científico, y académico mexicano.

## Biografía
Nació en el Distrito Federal, México el 14 de noviembre de 1980. Realizó sus estudios universitarios en la  Unidad Profesional Interdisciplinaria de Biotecnología (UPIBI) del Instituto Politécnico Nacional; obteniendo el título de Ingeniero Biotecnólogo en el 2002. En el año 2005, obtuvo la Maestría en Ciencias por parte del  Centro de Investigación y de Estudios Avanzados del Instituto Politécnico Nacional (CINVESTAV), y el doctorado en Genética y Biología Molecular en el año 2009 por parte de la misma institución.
El Dr. Rodrigo Balam se desarrolló como profesor investigador del Tecnológico de Monterrey. Realizó una estancia de investigación en la Escuela Icahn de Medicina de Mount Sinai dentro de la División de Nefrología, en Nueva York, Estados Unidos. También es investigador visitante del Laboratorio de Investigación en Electrónica del  Instituto Tecnológico de Massachusetts (MIT) en  Cambridge, Estados Unidos.
El trabajo del Dr. Muñoz se ha diversificado en los campos de la genética, la toxicología, los bioprocesos y el uso de la nanotecnología y la microfluídica para el diagnóstico y tratamiento de enfermedades.

## Publicaciones
Dentro de las publicaciones del Dr. Rodrigo Balam, destacan más de 30 artículos con arbitraje, manuales, capítulos de libros y artículos en memorias de congresos de carácter nacional e internacional.

### Artículos
- Muñoz, B. Suárez-Sánchez, R. Hernández-Hernández, O. Franco-Cendejas, R.  Cortés, H. Magaña, JJ. (2019) From traditional biochemical signals to molecular markers for detection of sepsis after burn injuries Burns. February; 45(1):16-31.

- Magaña, JJ. Muñoz, B. Borgonio-Cuadra, VM. Razo-Estrada, C. González-Huerta, C. Cortés-González, S. Albores, A. Miranda-Duarte, A. (2013) The association of single nucleotide polymorphisms in the calcitonin gene with primary osteoarthritis of the knee in Mexican mestizo population Rheumatology International . April; 33(10):2483-91.

- Muñoz, B. Magaña, JJ. Romero-Toledo, I. Juárez-Pérez, E. López-Moya, A. Leyva-García, N. López-Campos, C. Dávila-Borja, VM. Albores, A. (2011) The relationship among IL-13, GSTP1, and CYP1A1 polymorphisms and environmental tobacco smoke in a population of children with asthma in Northern Mexico. Environ Toxicol Pharmacol. March; 33(2):226-32.

- Muñoz, B. Huerta, M. López-Bayghen, E. (2009) Cilostazol reduces proliferation through c-Myc down-regulation in MDCK cells. Eur J Pharmacol. August; 15;616(1-3):22-30.

### Libros
- Muñoz, B Albores, A. (2011) DNA Damage Caused by Polycyclic Aromatic Hydrocarbons: Mechanisms and Markers Selected Topics in DNA Repair.  InTech. San Diego, Estados Unidos. pp.125-144.

- Alfonso Rios-Perez, A. Morales-Rico, P. Muñoz, B. (2013) Arsenic-Induced Stress Proteins Encyclopedia of Metalloproteins.  Springer References. Nueva York, Estados Unidos.

## Distinciones
Entre las diversas distinciones del Dr. Muñoz, destacan:
- Miembro del American Institute of Chemical Engineers
- Miembro de la Society of Toxicology
- Miembro del  Sistema Nacional de Investigadores (SNI)
- Miembro Numerario de la Sociedad Mexicana de Biotecnología y Bioingeniería